# Charlottesville Men's Pro Challenger 2013
Il Charlottesville Men's Pro Challenger 2013 è stato un torneo di tennis facente parte della categoria ATP Challenger Tour nell'ambito dell'ATP Challenger Tour 2013. È stata la 5ª edizione del torneo che si è giocato a Charlottesville negli Stati Uniti dal 28 ottobre al 3 novembre 2013 su campi in cemento indoor e aveva un montepremi di €75,000.

## Partecipanti singolare

### Teste di serie
| Nazionalità | Giocatore        | Ranking* | Testa di serie |
| ----------- | ---------------- | -------- | -------------- |
| Stati Uniti | Tim Smyczek      | 80       | 1              |
| India       | Somdev Devvarman | 90       | 2              |
| Stati Uniti | Michael Russell  | 94       | 3              |
| Stati Uniti | Donald Young     | 104      | 4              |
| Stati Uniti | Rajeev Ram       | 120      | 5              |
| Stati Uniti | Alex Kuznetsov   | 123      | 6              |
| Stati Uniti | Rhyne Williams   | 125      | 7              |
| Stati Uniti | Steve Johnson    | 159      | 8              |

- Ranking al 22 ottobre 2013.

### Altri partecipanti
Giocatori che hanno ricevuto una wild card:
- Mitchell Frank
- Jarmere Jenkins
- Noah Rubin
- Mac Styslinger

Giocatori che sono passati dalle qualificazioni:
- Kevin King
- Joshua Milton
- David Rice
- Laurent Rochette

## Vincitori

### Singolare
Michael Russell ha battuto in finale  Peter Polansky con il punteggio di 7–5, 2–6, 7–6(5)

### Doppio
Steve Johnson /  Tim Smyczek hanno battuto in finale  Jarmere Jenkins /  Donald Young con il punteggio di 6–4, 6–3.